# Hans Knirsch
Hans Knirsch (14. září 1877 Třebařov – 6. prosince 1933 Duchcov) ,byl sudetoněmecký politik a meziválečný poslanec československého Národního shromáždění za Německou národně socialistickou stranu dělnickou (DNSAP).

## Biografie
Vystudoval národní školu, dvě třídy gymnázia a odbornou tkalcovskou školu.
Politicky aktivní byl již za Rakouska-Uherska. Už počátkem 20. století se angažoval v počátcích nacionálně socialistického hnutí mezi Němci v českých zemích (Německá dělnická strana, jejímž byl druhým předsedou). Reprezentoval silné stranické skupiny v severních Čechách. Ve volbách do Říšské rady roku 1911 se stal poslancem Říšské rady (celostátní parlament), kam byl zvolen za okrsek Čechy 83. Usedl do poslanecké frakce Německý národní svaz (Deutscher Nationalverband), v jejímž rámci zastupoval Německou dělnickou stranu. Ve vídeňském parlamentu setrval do zániku monarchie.
Po válce zasedal v letech 1918–1919 jako poslanec Provizorního národního shromáždění Německého Rakouska (Provisorische Nationalversammlung).
V říjnu 1918 se podílel na opozici Němců v českých zemích proti začlenění do Československa. Vyzval k připojení etnicky německých regionů k Německu. Na vedoucích postech v DNSAP zůstal i ve 20. a 30. letech 20. století. V rámci strany zastupoval dělnické křídlo.
V parlamentních volbách v roce 1920 získal poslanecké křeslo v československém Národním shromáždění. Mandát obhájil v parlamentních volbách v roce 1925 i parlamentních volbách v roce 1929. Podle údajů k roku 1929 byl povoláním předsedou strany, bytem v Duchcově.
V rámci procesu proti organizaci Volkssport patřil Knirsch mezi několik poslanců DNSAP, u nichž československá justice požádala o zbavení imunity, čemuž bylo vyhověno a byly na ně vydány zatykače. V říjnu 1933 poté, co se poslanecký klub německých národních socialistů rozešel, se stal dočasně nezařazeným poslancem. Již v listopadu 1933 byl ale, stejně jako všichni další bývalí poslanci DNSAP, zbaven mandátu. Krátce nato spáchal dne 6. prosince 1933 sebevraždu.